# 滝一夫
滝 一夫（たき かずお、1910年2月13日 - 1971年11月7日）は、日本の陶芸家。

## 経歴
福岡市出身。1927年福岡県中学修猷館を経て、1938年3月東京美術学校彫刻科塑造部卒業。
1933年第14回帝国美術展覧会(帝展)彫刻部に初入選、1935年第11回国展彫刻部に入選、1936年第12回国展彫刻部では褒状を受賞するなど、彫刻に専心したが、美術学校卒業後、まもなく陶芸に転じ、瀬戸市陶磁器試験所及び国立京都陶磁器試験所に於て10数年陶磁研究に従事した。その間、1940年紀元二千六百年奉祝美術展に入選。
戦後は、日展工芸部に作品を発表し続け、1954年第10回日展に「春」特選、1955年第11回日展に「緑釉飛鳥文壺」無鑑査、北斗賞受賞、1957年より日展依嘱、1961年第4回日展において新審査員、1962年日展会員となった。1966年第9回日展でも審査員をつとめた。
1956年から没前まで、佐賀大学教育学部美術科教授をつとめた。1971年11月7日、直腸ガンと尿毒症のため京都市内の病院で死去。